# Stefan Demuth
Stefan Demuth (* 5. Mai 1912 in Linz; † 23. Februar 1988 ebenda) war ein oberösterreichischer Politiker (SPÖ) und Mittelschullehrer. Er war von 1955 bis 1967 Abgeordneter zum Oberösterreichischen Landtag und von 1966 bis 1978 Landesrat in der Oberösterreichischen Landesregierung.

## Ausbildung und Beruf
Demuth besuchte nach der Volksschule in Linz die Realschule in Linz und absolvierte nach der Matura ein Studium des Lehramts für Mathematik sowie des Lehramts für Darstellende Geometrie an der Technischen Hochschule in Wien. Er arbeitete zwischen 1937 und 1945 als Mittelschullehrer an Gymnasien in Linz und Wels und war von 1952 bis 1972 Direktor des 2. Bundesrealgymnasiums für Mädchen in Linz, wobei seine dortige Tätigkeit auf Grund seiner politischen Tätigkeit mit Unterbrechungen verbunden war. Demuth war des Weiteren Aufsichtsratsvorsitzender der Ennskraftwerke und Aufsichtsratsvorsitzender-Stellvertreter der OKA.

## Politik und Funktionen
Demuth engagierte sich zwischen 1928 und 1930 als Obmann der Sozialistischen Mittelschüler Oberösterreichs und war danach von 1930 bis 1934 Obmann der Sozialistischen Mittelschüler Österreichs. Zudem war er zwischen 1928 und 1930 Vorstandsmitglied der Sozialdemokratischen Mittelschüler Österreichs. Demuth wurde nach dem Zweiten Weltkrieg am 13. Dezember 1945 als Abgeordneter zum Oberösterreichischen Landtag angelobt, dem er bis zum 19. November durchgehend über zwei Perioden angehörte. Er war zudem von 1947 bis 1955 Staatsbeauftragter-Stellvertreter für das Mühlviertel, wobei ihm die politische Leitung des Schulwesens, die Abteilung Wirtschaft und die Abteilung Verkehrswesen unterstanden. Am 19. November 1955 wurde er als Landesrat der Oberösterreichischen Landesregierung angelobt, wobei ihm bis November 1961 die Ressorts Preisüberwachung, Sparkassenwesen und Wasserrecht unterstanden. Am 17. November 1961 übernahm er als Landesrat das Ressort Gesundheitswesen und Berufsschulen, das er bis zum 18. September 1972 führte. Zwischen dem 28. Juli 1969 und dem 18. September 1972 war er zudem Landeshauptmann-Stellvertreter und mit den Ressorts Gemeinden und Berufsschulen betraut, wobei er nach einem Herzinfarkt aus seinen politischen Funktionen schied.
Innerparteilich war Demuth ab 1945 Mitglied des SPÖ Landesvorstand Oberösterreich. Er hatte zudem die Funktion eines Mitglieds der Landesleitung Oberösterreich des Österreichischen Gewerkschaftsbundes inne und war von 1963 bis 1973 Vorstandsmitglied der SPÖ. Zwischen Juli 1969 und dem Jahr 1972 wirkte er zudem als Landesparteiobmann der SPÖ Oberösterreich. Demuth war Mitbegründer des Jugendparlaments Oberösterreich und des Landesschulrats für Oberösterreich.

## Privates
Demuth wurde als eines von zwei Kindern einer Arbeiterfamilie geboren. Sein Vater, Stefan Demuth, arbeitete als Eisendreher bei den ÖBB und trat 1908 der Sozialdemokratischen Partei bei. Seine Mutter Hedwig Deibler war gelernte Köchin und Weißnäherin. Seine Schwester wurde Lehrerin und Sinderschuldirektorin. Er heiratete 1939 Gertraud Wurzer aus Steyr und war Vater einer Tochter und eines Sohnes. Nach dem Tod seiner ersten Ehefrau 1963 heiratete er 1964 Eiga Lundwall aus Salzburg.

## Auszeichnungen
- 1957: Großes Goldenes Ehrenzeichen für Verdienste um die Republik Österreich[1]
- Großes Ehrenzeichen des Landes Oberösterreich
- Große Victor-Adler-Plakette
- Ehrenring verschiedener Gemeinden Oberösterreichs
- Ehrenbürger verschiedener Gemeinden Oberösterreichs

## Schriften
- Lebensweg durch fünf Systeme. „Erinnerungen, Erlebnisse, Erfahrungen“. Demuth, Linz 1987.